# غوتفريد ميخائيل كونيغ
غوتفريد ميخائيل كونيغ (بالألمانية: Gottfried Michael Koenig)‏ هو ملحن ألماني، ولد في 5 أكتوبر 1926 في ماغديبورغ في ألمانيا.

## وصلات خارجية
- الموقع الرسمي
- غوتفريد ميخائيل كونيغ على موقع ميوزك برينز (الإنجليزية)
- غوتفريد ميخائيل كونيغ على موقع أول ميوزيك (الإنجليزية)
- غوتفريد ميخائيل كونيغ على موقع ديسكوغز (الإنجليزية)